# Intenció directa de vot
La intenció de vot és la voluntat de vot expressada en les enquestes sense cap correcció per part d'un centre d'estudis sociològic. En les enquestes d'intenció directa de vot no es tenen en compte aspectes clau de la demoscòpia, com el vot ocult o l'abstenció, cosa que fa que algunes opcions quedin infrarepresentades, o viceversa. Un exemple d'enquesta d'intenció directa de vot en són algunes del Centre d'Estudis d'Opinió (CEO).